# Římskokatolická farnost Moravičany
Římskokatolická farnost Moravičany je územní společenství římských katolíků v děkanátu Zábřeh s farním kostelem svatého Jiří.

## Historie farnosti
Farní kostel byl postaven koncem 15. století. Byl upraven v roce 1615, před rokem 1753 a asi ve druhé polovině 18. století.

## Duchovní správci
Od února 2016 byl ustanoven administrátorem excurrendo P. Ing. arch. Mgr. Kristián Libant, CM. Od roku 2000 je farnost pod duchovní správou Misijní společnosti sv. Vincence z Pauly, která sídlí v Bratislavě.

### Duchovní správci v historii farnosti[1]
| Jakub z Penčína             | 1397 - 1406                      |
| 2. Jan, magister            | k.r. 1413                        |
| 3. Ježek z Dubčan           | k.r. 1415                        |
| 4. Tomáš z Litovle          | k.r. 1493                        |
| 5. Michael                  | k.r. 1499                        |
| 6. Tomáš                    | k.r. 1513                        |
| 7. Pavel Weigel             | do r. 1552                       |
| 8. Florián                  | do r. 1557                       |
| 9. Martin                   | 1556 - 1576                      |
| 10. Valentin Scherfer       | do r. 1559                       |
| 11 .Hyacint Bietgostein     | od r. 1610                       |
| 12. Jakub Stephanides       | k.r. 1614                        |
| 13. Jiří Kossicius          | od r. 1624                       |
| 14. Urban Alois Žák         | 1650 - 1654                      |
| 15. Matěj Ignác Schonfeld   | 1654 - 1679                      |
| 16 .Benedictus John         | 1679 - 1692                      |
| 17. Jiří Navrátil           | 1692 - 1714                      |
| 18. Tomáš Hartmann          | 1714 - 1718                      |
| 19. Antonín Hermann         | 1718 - 1727                      |
| 20. Jan Josef Pospíšil      | 1727 - 1731                      |
| 21. Jan Karel Vraclavský    | 1731 - 1777                      |
| 22. Václav Bambula          | 1778 - 1799                      |
| 23. Filip Lindner           | 1800 - 1813                      |
| 24. Valentín Frank          | 1813 - 1829                      |
| 25. Jan Mašíček             | 1829 - 1838                      |
| 26. Josef Gironcz           | 1838 - 1854                      |
| 27. Jiří Skluna             | 1854 - 1875                      |
| 28. František Beneš         | 1875 - 1876                      |
| 29. Jan Kadláček            | 1876 - 1903                      |
| 30. Antonín Parobek         | 1904 - 1907                      |
| 31. Dr. František Srbecký   | 1908 - 1909                      |
| 32. Ondřej Pavlík           | 1910 - 1915                      |
| 33. Msgre. František Gillig | 1915 - 1924                      |
| 34. Jan Neugebauer          | 1924 - 1936                      |
| 35. Josef Novák             | 1936 - 1993                      |
| 36. Jaroslav Šíma           | 1993 - 2001 excurrendo z Dubicka |
| 37. P. Pavel Kavec CM       | 2001 - excurrendo z Loštic       |

V devadesátých letech 20. století vypomáhal ve farnosti Moravičany Josef Olejník - katolický kněz, pedagog a skladatel liturgické hudby.

## Bohoslužby
| Kostel       | Místo      | Bohoslužba (den) | Hodina                                   | Poznámka     |
| ------------ | ---------- | ---------------- | ---------------------------------------- | ------------ |
| svatého Jiří | Moravičany | neděle čtvrtek   | 8.00 17.00 (zimní čas)/18.00 (letní čas) | farní kostel |

Nepravidelné bohoslužby se konají také v kapli Nejsvětější Trojice v Doubravici (červen) a v kapli sv. Josefa v Mitrovicích (květen).
Pobožnosti se konají u kaple sv. Cyrila a Metoděje v Moravičanech (5. červenec) a u kaple sv. Josefa v Doubravě (pouť k Joséfkovi - květen).
Pravidelné adorace jsou každý čtvrtek a modlitby růžence každou neděli, vždy půl hodinu přede mší svatou. V postní době se koná každou neděli odpoledne křížová cesta.

## Aktivity ve farnosti
V září 2017 se ve farnosti konaly lidové misie. Její součástí byla také ekumenická křížová cesta.
Na území farnosti každoročně probíhá od roku 2000 Tříkrálová sbírka, v roce 2018 se vybralo 70 725 korun (obce Moravičany, Doubravice a Mitrovice).
Pro farnost, stejně jako další farnosti děkanátu Zábřeh, vychází každý týden Farní informace. Místní hody se konají na slavnost sv. Jiří (okolo 24. dubna)
Ve farnosti působí smíšená schola Jiřinky, ministranti a společenství pro děti a mládež. Pravidelně pořádáme adorace, mládežnické mše, poutě a další akce pro veřejnost. Farnost Moravičany pořádá mnoho akcí v průběhu celého roku: Živá křížová cesta ulicemi Moravičan, adorační dny, hodové mše, Noc kostelů, farní dny, koncerty a další.
Ve farnosti se pravidelně slaví Advent, Vánoce, Postní doba, Velikonoce i všechna Liturgické mezidobí s jednotlivými svátky.

## Citáty
"Moravská dědina ztratila by svůj milý ráz, kdyby byla zbavena kostelů. Kostelní věž shlíží s výšin na venkovské chalupy a její stín jakoby je zahaloval mlčenlivou posvátností. Nejde však jen o poezii. Často i prostý venkovský kostelík stojí uprostřed vesnice jako svědek uprchlého života minulých pokolení. Z jeho zdí, jeho oltářů, náhrobků, maleb a obrazů - třebas i neumělých - promlouvají mnohdy staletí. Na nich jakoby se chvěly stíny nepřehledné řady předků, kteří vstupovali na posvátnou půdu chrámu, aby v jeho uklidňujícím tichu rozsvěcovali duši a čerpali útěchu pro lopotný život. Není místa, kde by se tolik stýkala minulost s přítomností jako v chrámě. V kostele schází se žijící obec se svými zemřelými předky, jejichž prach setlel často - jak je tomu v Moravičanech - u samých zdí chrámových. Zvuky jejich řeči, kterou chválili Tvůrce všehomíra, chvějí se dosud jako nejdrahocennější odkaz v zbožných písních, jimiž shromážděný lid při bohoslužbě velebí Boha. Tichý, neslyšný šepot jejich zpěvu jakovy se zvedal při hře varhan a pojil se k písni potomků. Každý kámen chrámových zdí mohl by vypravovat o radostech i bolestech dávno zesnulých lidí, a kdyby se stal zrcadlem, viděli bychom v něm podoby zašlých dob. Kostel je však více než pouhým muzeem drahocenných památek. Je zřídlem skýtajícím duchovní posilu celé farnosti. Odtud vyvěrá síla a moc národa... Mdlí a upadá národ, jehož členové odvracejí se od chrámu a nechtějí slyšet hlasu jeho zvonů... V hmotných zájmech rozpadne se jednota národa. Kostely, jejichž štíhlé věže jako zkamenělé prsty Posvátnosti neustále ukazují k modrým výšinám nebe, jsou majáky světla, které ve změti a bouřích temných událostí udávají správou cestu lodičce lidského života. Majáky tohoto Světla, které po 33 let zářilo očima Bohočlověka...Čím je člověk starší, tím častěji zasní se nad svým úplným životem...I naše prosté kostelíky dumají nad svou minulostí..." P. Josef Novák (1909 - 1993)

## Náboženské památky na území farnosti
Na území farnosti se nachází velké množství drobných památek, mnohé jsou chráněné. Péčí o církevní památky se zabývá obec Moravičany společně s farností. Na území se nachází tyto pamětihodnosti:
- kostel svatého Jiří - farní kostel s hlavní věží se zvony a sanktusníkem (Moravičany)
- kaple svatého Jana Nepomuckého (Moravičany - levý transept farního kostela)
- kaple Nejsvětější Trojice - se sanktusníkem (Doubravice - náves)
- kaple svatého Josefa - se sanktusníkem (Mitrovice - náves)
- kaple svatého Floriána (Moravičany - náves)
- kaple svatých Cyrila a Metoděje (Moravičany - pole k Lošticím)
- kaple Nejsvětější Trojice (Moravičany - u továrny)
- kaple svatého Rocha (Moravičany - za Třebůvkou) - zaniklá stavba
- kaple a hrobka kněží s kamennými náhrobky (Moravičany - u hřbitova)
- kaple svatého Josefa v Doubravě (patří do katastru obce Stavenice, ale historicky k farnosti Moravičany)
- sousoší Panny Marie, sv. Floriána a sv. Jana Nepomuckého (Moravičany - u mostu)
- socha svatého Jana Nepomuckého (Doubravice - na křižovatce)
- socha svatého Jana Křtitele (Mitrovice - náves)
- sloup Panny Marie - starší (Moravičany - náves)
- sloup Panny Marie - mladší (Moravičany - náves)
- smírčí kříže (Moravičany - náves; Doubravice - křižovatka)
- boží muka (Doubravice - u mlýna)
- kamenné kříže (Moravičany - k Lošticím; k Mohelnici; u vodárny; Zhánělův; v Záhumení; na hřbitově; Doubravice - náves; na hřbitově; Mitrovice - k Řimicím)
- svatý obrázek na dřevěném podstavci s patrony Moravy Cyrilem a Metodějem (Doubravice - spodní cesta do Mitrovic)
- dřevěný misijní kříž (Moravičany - u kostela)
- výklenková kaple - Golgota (Moravičany - před kostelem)
- sochy a sošky andělů, Ježíše Krista, kamenné křížky a další drobné pamětihodnosti se nachází na hřbitově u kostela svatého Jiří

## Okolí
Vzdálenosti jsou měřeny od kostela svatého Jiří.

### Okolní farnosti
- Loštice - kostel sv. Prokopa (3,5 km)
- Mohelnice - kostel sv. Tomáše z Cantebury (5 km)
- Třeština - kostel sv. Antonína Paduánského (7 km)
- Úsov - kostel sv. Jiljí (8 km)
- Bílá Lhota - kostel sv. Kateřiny Alexandrijské (8 km) (děkanát Konice)
- Vyšehorky - kostel Všech svatých (9 km)
- Měrotín - kostel sv. Martina (10 km) (děkanát Konice)
- Dubicko - kostel Povýšení sv. Kříže (11 km)
- Bouzov - kostel sv. Gotharda (11 km) (děkanát Konice)
- Zvole - kostel Neposkvrněného početí Panny Marie (13 km)
- Mírov - kostel Panny Marie Pomocné (13 km)
- Litovel - kostel sv. Marka (13 km) (děkanát Šternberk)

### Poutní místa
- Svatý Joséfek v Doubravě 1,5 km
- Svatý Roch u Úsova 10 km
- Svatá voda u Litovle - pramen Čerlinky 10 km

- Střítež u Pavlova 12 km
- Křížová cesta Božího Těla Bludov 30 km
- Křížový vrch v Rudě u Rýmařova 35 km
- Svatý Kopeček u Olomouce 40 km
- Dub nad Moravou 45 km
- Křtiny 70 km
- Neratov v Orlických horách 75 km
- Svatý Hostýn 80 km
- Velehrad 90 km
- Stará Boleslav 200 km
- Svatá Hora u Příbrami 250 km
- Santiago de Compostela 2395 km